# باغ دشت (قزوین)
باغ دشت (قزوین)، روستایی از توابع بخش رودبارالموت شهرستان قزوین در استان قزوین ایران است.

## جمعیت
این روستا در دهستان الموت بالا قرار دارد و براساس سرشماری مرکز آمار ایران در سال ۱۳۸۵، جمعیت آن ۱۹۳ نفر (۵۵خانوار) بوده‌است.

## مردم
زبان مردم باغدشت هم مثل اغلب روستاهای الموت تاتی است و آداب و رسوم مردم نیز در بیشتر زمینه‌ها با آداب و رسوم کل منطقه الموت تفاوت چندانی ندارد.